# Suzanne Legrand
 (juin 2018).
Si vous disposez d'ouvrages ou d'articles de référence ou si vous connaissez des sites web de qualité traitant du thème abordé ici, merci de compléter l'article en donnant les références utiles à sa vérifiabilité et en les liant à la section « Notes et références ».
Pour les articles homonymes, voir Legrand.
Suzanne Legrand est une actrice, artiste et écrivaine française née en 1970.

## Biographie
Elle s'est formée en France et a étudié à la Tisch School of the Arts dans le studio de théâtre musical CAP21.
Elle débute à la télévision française avec la série Papa Poule de Roger Kahane. Elle a joué dans de nombreuses séries télévisées, films, pièces de théâtre et comédies musicales, en France et aux États-Unis. Elle a aussi écrit, mis en scène et interprété L'Arche.

## Filmographie
- 1980 : Papa Poule de Roger Kahane (6 épisodes) : Eva
- 1981 : À nous de jouer par André Flédérick
- 1981 : T'es grand et puis t'oublies par Serge Moati
- 1988 : L'Appart (joué dans tous les 42 Épisodes de séries TV) par Christiane Spiero
- 1988 : Le Vent des moissons (joué dans tous les 7 épisodes de séries TV) par Jean Sagols
- 1991 : La mort d'Alexandre par Jacques Audoir
- 1994 : Fruits et Légumes par Christophe Andréi
- 1997 : Les Nuits Blanches par Sophie De Flandre
- 1997 : La Pisseuse par Suzanne Legrand/Frédéric Benzaquen
- 1997 : Cata-clysm par Yann Samuell
- 1998 : Mickey La Torche par Insaf Maadad
- 1999 : Amsterdam par Marco Ponti
- 1999 : Bienvenue à vot' service! de Claude Berne
- 2001 : L'Instit (épisode La Gifle) par Roger Kahane :
- 2002 : L'Instit (épisode Aurélie) par Roger Kahane : Muriel Charois
- 2003 : La Femme qui a vu l'ours de Patrice Carré
- 2003 : La Vie Quand Même par Olivier Péray
- 2003 : Les Cordier, juge et flic (épisode La Sorcière) par Christiane Lehérissey
- 2004 : Un homme presque idéal de Christiane Lehérissey
- 2004 : Mensonges, trahisons et plus si affinité de Laurent Tirard
- 2004 : Fabien Cosma de Christiane Lehérissey
- 2005 : Eliane de Caroline Huppert
- 2005 : Grany Boom de Christiane Lehérissey : Hermione
- 2006 : Un peu, beaucoup, voire... pas du tout ! de Thierry Espasa
- 2012 : Le Bouillon cioourt métrage de Stéphanie Lagarde
- Commissaire Moulin de Jean-Luc Breitenstein
- Les Intrigues (joué en 8 épisodes de séries TV) par Jean-Marie Coldefy
- Allegra par M. Wynn